# Bruchus atomarius
Bruchus atomarius là một loài bọ cánh cứng trong họ Bruchidae. Loài này được Linnaeus miêu tả khoa học năm 1761.

## Hình ảnh

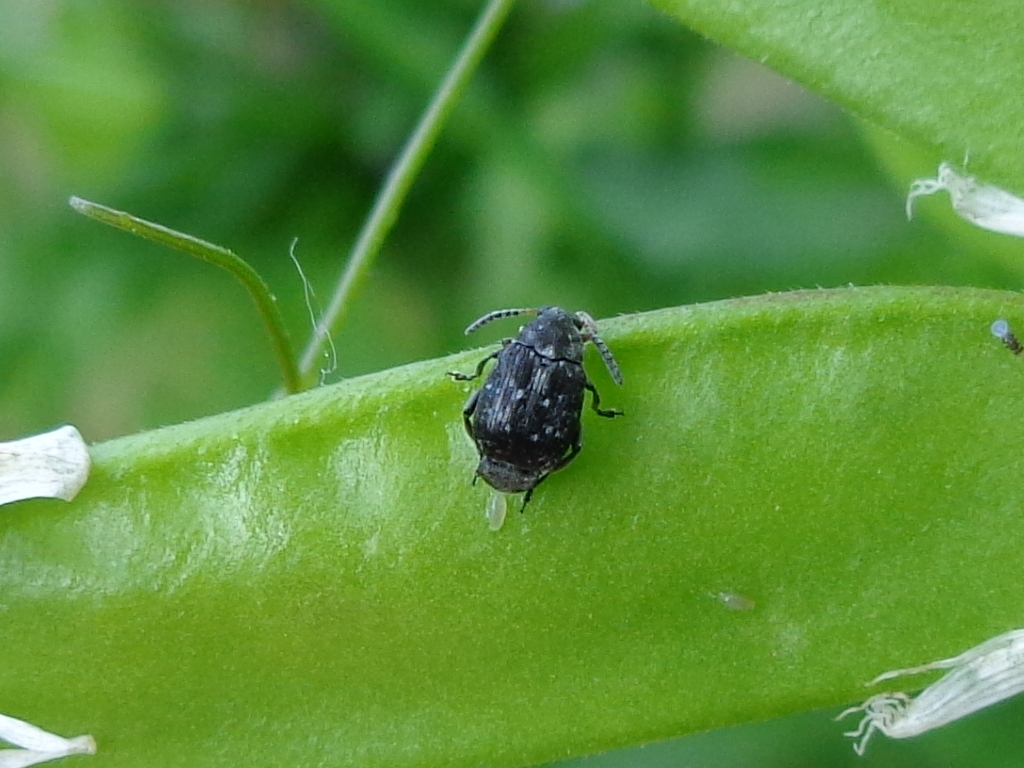
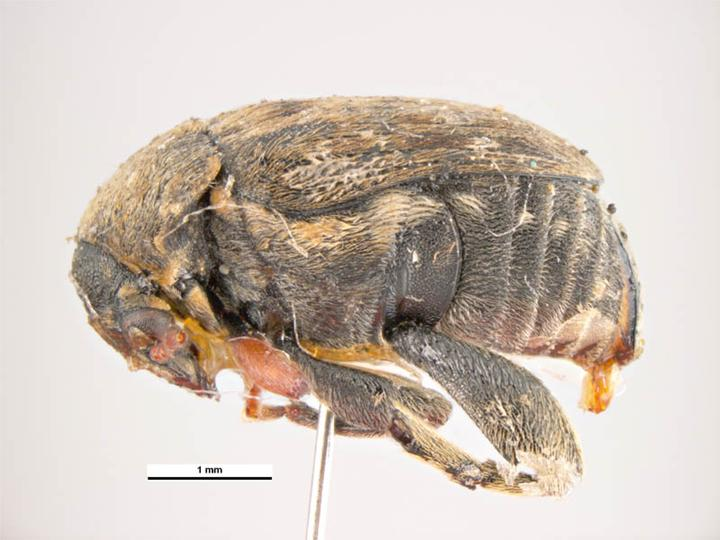